# Carles Amorós
Carles Amorós, nascut com a Carles Boloç, (Tarascó, Provença, segle XV - Provença, 1549) va ser un impressor, del qual hi ha constància que va estar domiciliat a Barcelona, des del febrer del 1498.
D'origen francès, concretament provençal, es tracta d'un dels impressors més prolífics i també un dels que es coneixen més documents. Els seus llibres mostren l'evolució des de l'estil incunable fins al renaixentista. La producció del taller Amorós, del qual en fou continuador el seu fill i la seva vídua, s'estén durant la primera meitat del segle xvi, des del 1507 fins al 1555, i la seva producció consta de més de 130 obres.
Nascut com a Carles Boloç, fill del carnisser Amorós i de Caterina, substituí sempre el cognom per l'apel·latiu Amorós. Se sap que es va traslladar a Barcelona, com molts altres impressors del segle xvi. A Barcelona, on vivia des del 1498, va començar a treballar amb Diego Gumiel com a operari. Més endavant va treballar amb Joan Luschner, fins que s'independitza el 1505. Fruit d'aquesta col·laboració és l'edició comentada dels usatges de Jaume Marquilles, on es fa present la introducció d'elements propis de la tipografia francesa. El 1507 publicà el primer llibre amb el seu nom al colofó: el vocabulari llatí-català, adaptació de Gabriel Busa del Lexicon latinum-hispanicum Nebrija. El 1511 Carmini Ferrer fou un dels finançadors de l'edició de les Grammaticae introductiones d'aquest mateix autor.
En la seva producció compaginà edicions barates de llibres de gran venda al costat d'obres d'autors de categoria, com Ausiàs Marc, Joan Boscà i Garcilaso. També fou l'impressor del Llibre del Consolat de Mar.
El CRAI Biblioteca de Fons Antic de la Universitat de Barcelona conserva una vintena d'obres publicades per Amorós, així com dos exemples de les seves marques d'impressor, que el que van identificar al llarg de la seva trajectòria professional.